# Mid-year Internationals 2013
Die Mid-year Internationals 2013 (auch als Summer Tests 2013 bezeichnet) waren eine vom 26. Mai bis zum 6. Juli 2013 stattfindende Serie von internationalen Rugby-Union-Spielen zwischen Mannschaften der ersten und zweiten Stärkeklasse. Diese Begegnungen folgten dem im Vorjahr vom International Rugby Board (IRB) beschlossenen globalen Rugby-Kalender, der bis 2019 Gültigkeit besaß. Sie umfassten Test Matches zwischen Nationen der nördlichen und südlichen Hemisphäre, während einige der tourenden Teams unter der Woche Spiele gegen Provinz- oder Regionalteams bestritten.
Das internationale Fenster fiel mit der Australien-Tour der British and Irish Lions zusammen, die unter anderem eine Serie von drei Test Matches zwischen den Lions und den Wallabies beinhaltete. Außerdem war Südafrika der Gastgeber eines Vier-Nationen-Turniers mit Italien, Samoa und Schottland. Außerdem tourte Frankreich durch Neuseeland und spielte eine Serie von drei Test Matches gegen die All Blacks sowie ein Spiel unter der Woche gegen die Blues, während England zwei Test Matches gegen Argentinien absolvierte, nach einem Aufwärmspiel gegen das Auswahlteam Sudamérica XV (bestehend aus Spielern aus Argentinien, Brasilien, Chile und Uruguay).
Wie schon 2012 bot der neue globale Kalender den Nationen der zweiten Stärkeklasse erweiterte Möglichkeiten für Test Matches. Japan empfing Wales zu zwei Test Matches und errang dabei den ersten Sieg über dieses Team. Irland tourte durch Nordamerika und Argentinien traf zum ersten Mal auf heimischem Boden auf Georgien (zum ersten Mal außerhalb einer Weltmeisterschaft).

## Ergebnisse

### Woche 1
| 26. Mai 2013 13:00 WESZ | England | 40 : 12        | Barbarians                                                       | Twickenham Stadium, London Zuschauer: 60.601 Schiedsrichter: Leighton Hodges (Irland) |
| 26. Mai 2013 13:00 WESZ | Versuche: Burns 1. erh. Yarde 43. erh. Eastmond 55. n.erh. Wade 61. erh. Twelvetrees 66. n.erh. Erhöhungen: Burns (3/4) Straftritte: Burns (3/3) 4., 11., 24. | (16:0) Bericht | Versuche: Brits 70. n.erh. Daly 77. erh. Erhöhungen: Evans (1/2) | Twickenham Stadium, London Zuschauer: 60.601 Schiedsrichter: Leighton Hodges (Irland) |

| 1. Juni 2013 19:30 HKT | British and Irish Lions | 59 : 8         | Barbarians                                                 | Hong Kong Stadium, Hongkong Zuschauer: 28.643 Schiedsrichter: Steve Walsh (Australien) |
| 1. Juni 2013 19:30 HKT | Versuche: O’Connell 27. erh. Philipps (2) 32. erh., 43. erh. Davies 57. erh. Cuthbert (2) 60. n.erh., 69. n.erh. Lydiate 74. erh. Jones 80.+1 n.erh. Erhöhungen: Farrell (3/3) Sexton (2/5) Straftritte: Farrell (3/4) 3., 20., 40. | (23:3) Bericht | Versuche: Fotuali’i 56. n.erh. Straftritte: Daly (1/1) 15. | Hong Kong Stadium, Hongkong Zuschauer: 28.643 Schiedsrichter: Steve Walsh (Australien) |

| 2. Juni 2013 15:30 UYT | CONSUR XV                                                                               | 21 : 41         | England | Estadio Charrúa, Montevideo Schiedsrichter: Joaquín Montes (Uruguay) |
| 2. Juni 2013 15:30 UYT | Versuche: Strafversuch 17. erh. Sansot 43. erh. Magno 68. erh. Erhöhungen: Madero (3/3) | (10:36) Bericht | Versuche: Foden (2) 20. n.erh., 47. n.erh. Vunipola (3) 29. erh., 32. erh., 35. n.erh. Wood 39. erh. Doran-Jones 58. n.erh. Erhöhungen: Myler (3/7) | Estadio Charrúa, Montevideo Schiedsrichter: Joaquín Montes (Uruguay) |

### Woche 2
| 8. Juni 2013 14:00 JST | Japan | 18 : 22        | Wales | Hanazono-Rugbystadion, Higashiōsaka Zuschauer: 20.152 Schiedsrichter: Lourens van der Merwe (Südafrika) |
| 8. Juni 2013 14:00 JST | Versuche: Broadhurst 38. n.erh. Fujita 69. erh. Erhöhungen: Gorōmaru (1/2) Straftritte: Gorōmaru (2/4) 15., 20. | (11:6) Bericht | Versuche: Robinson 63. erh. Erhöhungen: Biggar (1/1) Straftritte: Biggar (4/5) 23., 29., 46., 59. Patchell (1/1) 79. | Hanazono-Rugbystadion, Higashiōsaka Zuschauer: 20.152 Schiedsrichter: Lourens van der Merwe (Südafrika) |

| 8. Juni 2013 16:10 ART | Argentinien                          | 3 : 32         | England | Estadio Padre Ernesto Martearena, Salta Zuschauer: 20.000 Schiedsrichter: Chris Pollock (Neuseeland) |
| 8. Juni 2013 16:10 ART | Straftritte: Bustos Moyano (1/4) 40. | (3:25) Bericht | Versuche: Strettle 17. n.erh. Twelvetrees 25. erh. Morgan 31. erh. Vunipola 80. erh. Erhöhungen: Burns (3/4) Straftritte: Burns (2/2) 8., 11. | Estadio Padre Ernesto Martearena, Salta Zuschauer: 20.000 Schiedsrichter: Chris Pollock (Neuseeland) |

| 8. Juni 2013 19:30 CDT | Vereinigte Staaten                          | 12 : 15        | Irland                                            | BBVA Stadium, Houston Zuschauer: 20.181 Schiedsrichter: Francisco Pastrana (Argentinien) |
| 8. Juni 2013 19:30 CDT | Straftritte: Wyles (4/5) 25., 32., 57., 65. | (6:12) Bericht | Straftritte: Madigan (5/7) 9., 17., 30., 39., 53. | BBVA Stadium, Houston Zuschauer: 20.181 Schiedsrichter: Francisco Pastrana (Argentinien) |

- Neuer Zuschauerrekord für ein Heimspiel der Vereinigten Staaten.

| 8. Juni 2013 19:35 NZST | Neuseeland                                                                                                 | 23 : 13         | Frankreich                                                                                            | Eden Park, Auckland Zuschauer: 45.561 Schiedsrichter: Wayne Barnes (England) |
| 8. Juni 2013 19:35 NZST | Versuche: A. Smith 32. erh. Cane 37. erh. Erhöhungen: Cruden (2/2) Straftritte: Cruden (3/6) 21., 60., 74. | (17:10) Bericht | Versuche: Fofana 9. erh. Erhöhungen: Machenaud (1/1) Straftritte: Machenaud (1/2) 35. Lopez (1/1) 46. | Eden Park, Auckland Zuschauer: 45.561 Schiedsrichter: Wayne Barnes (England) |

### Woche 3
| 11. Juni 2013 19:05 NZST | Blues                                                                                             | 15 : 38        | Frankreich | North Harbour Stadium, Albany Zuschauer: 10.071 Schiedsrichter: Jaco Peyper (Südafrika) |
| 11. Juni 2013 19:05 NZST | Versuche: Parsons 57. n.erh. Moala 62. erh. Erhöhungen: McKenzie (1/2) Straftritte: Kerr (1/1) 2. | (3:12) Bericht | Versuche: Fickou 44. erh. Nakaitaci (2) 48. erh., 51. n.erh. Kayser 66. erh. Erhöhungen: Doussain (3/4) Straftritte: Doussain (4/5) 4., 10., 21., 24. | North Harbour Stadium, Albany Zuschauer: 10.071 Schiedsrichter: Jaco Peyper (Südafrika) |

| 12. Juni 2013 18:00 FJT | Fidschi | 33 : 14        | Classic All Blacks                                                | National Stadium, Suva Schiedsrichter: James Bolabiu (Fidschi) |
| 12. Juni 2013 18:00 FJT | Versuche: Nadolo 55. erh. Ravulo 60. erh. Somoca 80. erh. Erhöhungen: Bai (3/3) Straftritte: Bai (4/5) 2., 8., 64., 72. | (6:14) Bericht | Versuche: Thomson 39. n.erh. Erhöhungen: Ai’i (3/4) 22., 29., 36. | National Stadium, Suva Schiedsrichter: James Bolabiu (Fidschi) |

- Das Spiel fand anlässlich des 100-jährigen Jubiläums des im Jahr 1913 gegründeten Verbandes Fiji Rugby Union statt.

| 15. Juni 2013 14:00 JST | Japan | 23 : 8        | Wales                                                     | Prinz-Chichibu-Rugbystadion, Tokio Zuschauer: 21.062 Schiedsrichter: Greg Garner (England) |
| 15. Juni 2013 14:00 JST | Versuche: Wing 49. erh. Broadhurst 60. erh. Erhöhungen: Gorōmaru (2/2) Straftritte: Gorōmaru (3/3) 14., 34., 76. | (6:3) Bericht | Versuche: Prydie 44. n.erh. Straftritte: Biggar (1/2) 21. | Prinz-Chichibu-Rugbystadion, Tokio Zuschauer: 21.062 Schiedsrichter: Greg Garner (England) |

- Dies war Japans erster Sieg über Wales.

| 15. Juni 2013 16:10 ART | Argentinien | 26 : 51         | England | Estadio José Amalfitani, Buenos Aires Schiedsrichter: Nigel Owens (Wales) |
| 15. Juni 2013 16:10 ART | Versuche: Montero 49. erh. Leonardi 69. erh. Erhöhungen: Bustos Moyano (2/2) Straftritte: Bustos Moyano (4/4) 3., 10., 21., 26. | (12:25) Bericht | Versuche: Strafversuch (2) 30. erh., 40. erh. Burns 36. n.erh. Webber 53. n.erh. Yarde (2/2) 57. erh., 73. erh. Eastmond 64. erh. Erhöhungen: Burns (4/6) 30., 40., 58., 65. Myler (1/1) 74. Straftritte: Burns (2/3) 7., 24. | Estadio José Amalfitani, Buenos Aires Schiedsrichter: Nigel Owens (Wales) |

| 15. Juni 2013 19:35 NZST | Neuseeland | 30 : 0         | Frankreich | Rugby League Park, Christchurch Zuschauer: 20.785 Schiedsrichter: Alain Rolland (Irland) |
| 15. Juni 2013 19:35 NZST | Versuche: Savea 3. erh. B. Smith 48. erh. Barrett 76. erh. Erhöhungen: Cruden (3/3) Straftritte: Cruden (3/4) 22., 54., 64. | (10:0) Bericht |            | Rugby League Park, Christchurch Zuschauer: 20.785 Schiedsrichter: Alain Rolland (Irland) |

| 15. Juni 2013 20:00 EDT | Kanada                                                                | 14 : 40        | Irland | BMO Field, Toronto Zuschauer: 20.396 Schiedsrichter: Leighton Hodges (Wales) |
| 15. Juni 2013 20:00 EDT | Versuche: Ardron 46. n.erh. Straftritte: Pritchard (3/3) 6., 17., 24. | (9:12) Bericht | Versuche: Trimble 9. erh. McFadden (3) 27. n.erh., 58. erh., 80.+1 erh. Cave 54. erh. O’Donnell 67. erh. Erhöhungen: Madigan (3/4) Jackson (2/2) | BMO Field, Toronto Zuschauer: 20.396 Schiedsrichter: Leighton Hodges (Wales) |

- Neuer Zuschauerrekord für ein Rugbyspiel auf kanadischem Boden.

### Woche 4
| 22. Juni 2013 16:10 ART | Argentinien                                                                                          | 29 : 18        | Georgien                                                                                           | Estadio del Bicentenario, San Juan Schiedsrichter: George Clancy (Irland) |
| 22. Juni 2013 16:10 ART | Versuche: Cubelli 76. n.erh. Straftritte: Bustos Moyano (8/11) 2., 17., 38., 45., 50., 53., 61., 70. | (9:12) Bericht | Straftritte: Ziklauri (4/4) 7., 15., 31., 34. Malaghuradse (1/1) 72. Dropgoals: Ziklauri (1/1) 57. | Estadio del Bicentenario, San Juan Schiedsrichter: George Clancy (Irland) |

| 22. Juni 2013 19:35 NZST | Neuseeland | 24 : 9        | Frankreich                                                     | Yarrow Stadium, New Plymouth Zuschauer: 23.000 Schiedsrichter: Nigel Owens (Wales) |
| 22. Juni 2013 19:35 NZST | Versuche: B. Smith 35. n.erh. Barrett 80. erh. Erhöhungen: Carter (1/2) Straftritte: Carter (4/6) 15., 49., 58., 72. | (8:6) Bericht | Straftritte: Doussain (2/4) 39., 45. Dropgoals: Fritz (1/1) 7. | Yarrow Stadium, New Plymouth Zuschauer: 23.000 Schiedsrichter: Nigel Owens (Wales) |

| 22. Juni 2013 20:00 AEST | Australien | 21 : 23         | British and Irish Lions                                                                         | Suncorp Stadium, Brisbane Zuschauer: 52.499 Schiedsrichter: Chris Pollock (Neuseeland) |
| 22. Juni 2013 20:00 AEST | Versuche: Folau (2) 12. erh., 34. n.erh. Erhöhungen: O’Connor (1/2) Straftritte: O’Connor (1/3) 51. Beale (2/4) 61., 68. Cuthbert 48. erh. | (12:13) Bericht | Versuche: North 25. erh. Erhöhungen: Halfpenny (2/2) Straftritte: Halfpenny (3/4) 23., 31., 65. | Suncorp Stadium, Brisbane Zuschauer: 52.499 Schiedsrichter: Chris Pollock (Neuseeland) |

### Woche 5
| 29. Juni 2013 20:00 AEST | Australien                                                                                                 | 16 : 15        | British and Irish Lions                             | Docklands Stadium, Melbourne Zuschauer: 56.771 Schiedsrichter: Craig Joubert (Südafrika) |
| 29. Juni 2013 20:00 AEST | Versuche: Ashley-Cooper 74. erh. Erhöhungen: Lealiʻifano (1/1) Straftritte: Lealiifano (3/3) 16., 23., 36. | (9:12) Bericht | Straftritte: Halfpenny (5/7) 9., 27., 32., 39., 62. | Docklands Stadium, Melbourne Zuschauer: 56.771 Schiedsrichter: Craig Joubert (Südafrika) |

### Woche 6
| 6. Juli 2013 20:00 AEST | Australien                                                                                           | 16 : 41         | British and Irish Lions | ANZ Stadium, Sydney Zuschauer: 83.702 Schiedsrichter: Romain Poite (Frankreich) |
| 6. Juli 2013 20:00 AEST | Versuche: O’Connor 40. erh. Erhöhungen: Lealiʻifano (1/1) Straftritte: Lealiifano (3/3) 8., 41., 45. | (10:19) Bericht | Versuche: Corbisiero 1. erh. Sexton 57. erh. North 64. n.erh. Roberts 67. erh. Erhöhungen: Halfpenny (3/4) Straftritte: Halfpenny (5/5) 7., 12., 15., 25., 51. | ANZ Stadium, Sydney Zuschauer: 83.702 Schiedsrichter: Romain Poite (Frankreich) |

## Turnier in Südafrika
(alle Zeiten UTC+2)
Vorrunde
|    | Land       | Spiele | Siege | Unent. | Ndlg. | Spiel- punkte | Diff. | Bonus- punkte | Tabellen- punkte |
| -- | ---------- | ------ | ----- | ------ | ----- | ------------- | ----- | ------------- | ---------------- |
| 1. | Südafrika  | 2      | 2     | 0      | 0     | 74:27         | + 47  | 1             | 9                |
| 2. | Samoa      | 2      | 2     | 0      | 0     | 66:27         | + 39  | 1             | 9                |
| 3. | Schottland | 2      | 1     | 0      | 2     | 34:57         | − 23  | 0             | 4                |
| 4. | Italien    | 2      | 0     | 0      | 2     | 20:83         | − 63  | 0             | 0                |

| 8. Juni 2013 14:00 | Samoa | 27 : 17        | Schottland                                                                | Kings Park Stadium, Durban Zuschauer: 9.753 Schiedsrichter: John Lacey (Irland) |
| 8. Juni 2013 14:00 | Versuche: So’oialo 6. erh. Tuilagi (2) 11. erh., 62. erh. Erhöhungen: So’oialo (3/3) Straftritte: So’oialo (2/3) 53., 69. | (14:9) Bericht | Versuche: Lamont 49. n.erh. Straftritte: Laidlaw (4/5) 10., 18., 31., 41. | Kings Park Stadium, Durban Zuschauer: 9.753 Schiedsrichter: John Lacey (Irland) |

- Dies war Samoas erster Sieg über Schottland

| 8. Juni 2013 17:15 | Südafrika | 44 : 10        | Italien                                                                                    | Kings Park Stadium, Durban Zuschauer: 23.663 Schiedsrichter: Pascal Gaüzère (Frankreich) |
| 8. Juni 2013 17:15 | Versuche: Strauss 13. erh. Engelbrecht 22. erh. Habana 65. erh. de Villiers 74. erh. Basson 77. erh. Erhöhungen: Steyn (4/4) Lambie (1/1) Straftritte: Steyn (3/3) 3., 10., 63. | (16:0) Bericht | Versuche: Sgarbi 46. erh. Erhöhungen: Di Bernardo (1/1) Straftritte: Di Bernardo (1/2) 58. | Kings Park Stadium, Durban Zuschauer: 23.663 Schiedsrichter: Pascal Gaüzère (Frankreich) |

| 15. Juni 2013 14:15 | Samoa | 39 : 10        | Italien                                                                                      | Mbombela Stadium, Mbombela Zuschauer: 11.724 Schiedsrichter: Craig Joubert (Südafrika) |
| 15. Juni 2013 14:15 | Versuche: Williams 20. erh. Leiua 41. n.erh. Leota 53. erh. Tuifu’a 63. erh. Va’aulu 72. erh. Erhöhungen: Williams (3/4) Anufe (1/1) Straftritte: Williams (2/3) 30., 51. | (10:3) Bericht | Versuche: Strafversuch 70. erh. Erhöhungen: Di Bernardo (1/1) Straftritte: Orquera (1/1) 27. | Mbombela Stadium, Mbombela Zuschauer: 11.724 Schiedsrichter: Craig Joubert (Südafrika) |

| 15. Juni 2013 17:15 | Südafrika | 30 : 17        | Schottland                                                                                       | Mbombela Stadium, Mbombela Zuschauer: 30.018 Schiedsrichter: Romain Poite (Frankreich) |
| 15. Juni 2013 17:15 | Versuche: Strafversuch 48. erh. Engelbrecht 55. erh. Serfontein 79. erh. Erhöhungen: Steyn (2/2) Lambie (1/1) Straftritte: Steyn (2/3) 13., 17. Lambie (1/1) 74. | (6:10) Bericht | Versuche: Scott 20. erh. Dunbar 42. erh. Erhöhungen: Laidlaw (2/2) Straftritte: Laidlaw (1/1) 7. | Mbombela Stadium, Mbombela Zuschauer: 30.018 Schiedsrichter: Romain Poite (Frankreich) |

Spiel um Platz 3
| 22. Juni 2013 14:15 | Schottland | 30 : 29         | Italien | Loftus Versfeld Stadium, Pretoria Zuschauer: 10.109 Schiedsrichter: Leighton Hodges (Wales) |
| 22. Juni 2013 14:15 | Versuche: Scott 6. erh. Lamont 15. erh. Strokosch 80.+1 erh. Erhöhungen: Laidlaw (3/3) Straftritte: Laidlaw (3/3) 20., 36., 41. | (20:20) Bericht | Versuche: Sarto 1. erh. Strafversuch 31. erh. Erhöhungen: Di Bernardo (2/2) Straftritte: Di Bernardo (5/6) 13., 39., 43., 57., 66. | Loftus Versfeld Stadium, Pretoria Zuschauer: 10.109 Schiedsrichter: Leighton Hodges (Wales) |

Finale
| 22. Juni 2013 17:15 | Südafrika | 56 : 23        | Samoa | Loftus Versfeld Stadium, Pretoria Zuschauer: 31.000 Schiedsrichter: Pascal Gaüzère (Frankreich) |
| 22. Juni 2013 17:15 | Versuche: Habana (2) 17. erh., 58. n.erh. Louw (2) 24. erh., 76. erh. Engelbrecht 33. n.erh. Basson 38. erh. Steyn 62. n.erh. Nyakane 79. erh. Erhöhungen: Steyn (3/6) Patrick Lambie (2/2) Straftritte: Steyn (2/3) 2., 28. | (30:9) Bericht | Versuche: Paulo 46. erh. Poluleuligaga 69. erh. Erhöhungen: So’oialo (1/1) Williams (1/1) Straftritte: So’oialo (3/3) 10., 14., 31. | Loftus Versfeld Stadium, Pretoria Zuschauer: 31.000 Schiedsrichter: Pascal Gaüzère (Frankreich) |